# 日比野六大夫館
日比野六太夫館（ひびのろくだゆうかん）は、愛知県春日井市にあった日本の城（平城）。

## 概要
昭和時代中頃まで竹薮と小山があり土塁や堀等が残っていたが、周辺の開発により現在は住宅地や畑になり遺構は下大留城と同様に完全に破壊された。

## 歴史
この地域を支配していた日比野六太夫が築城した。堀を挟んで下大留城と隣接していた。

## 所在地
愛知県春日井市大留町1丁目13